# Lalya Sidibé
Pour les articles homonymes, voir Sidibé.
Lalya Sidibé, née le 15 mars 1991 à Bondy (Seine-Saint-Denis), est une joueuse de basket-ball française.

## Biographie
Elle remplace Sara Chevaugeon, blessée au genou après 4 rencontres, à Lyon en octobre 2013. Elle remporte le Challenge Round 2014.
En septembre 2014, elle signe pour Montbrison, club promu en NF2 entraîné par Corinne Benintendi où elle engagée pour remplacer Albérique Merre, qui est victime d'une blessure de longue durée.*
Championne de France NF1 avec Montbrison, elle reste dans cette division en 2015-2016 avec Sainte-Savine Basket.

## Clubs
- 2003-2005 : Bondy
- 2005-2006 : Franconville
- 2006-2007 : Arras
- 2007-2009 : Valenciennes
- 2009-2011 : Challes-les-Eaux Basket
- 2012-2013 : Limoges ABC
- 2013-2014 : Union Lyon Basket Féminin
- 2014-2015 : Montbrison
- 2015- : Sainte-Savine Basket
- 2021- : US La Glacerie

## Palmarès
- Championne de France NF1 en 2015